# Дорджиев, Муушка
Муушка́ Дорджи́ев (калм. Муушк Дордҗин, 1889 г., аймак Кёря, Астраханская губерния, Российская империя (ныне Лесное, Лиманский район, Астраханская область) — 1982 г., Калмыцкая АССР, РСФСР) — калмыцкий рапсод, сказитель калмыцкого эпоса «Джангар», джангарчи, один из крупнейших знатоков калмыцкого фольклора.

## Биография
Муушка Дорджиев родился в 1889 году в посёлке Кёря в бедной многодетной семье. Трудился на рыбных промыслах. Плохо знал русский язык. К восемнадцати года Муушка Доржиев стал известным джангарчи.
В 1962 году фольклорная экспедиция записала от Муушки Дорджиева «Вступление» к «Джангару» и четыре песни о борьбе Алтан Чееджи и Джангара, о Санале, женитьбе Хонгора и о том, как Аля Монхля угнал табун коней Джангара.
В 1971 году повторная фольклорная экспедиция записала от Муушки Дорджиева двенадцать песен «Джангара».

## Творчество
В своём исполнении «Джангара» Муушка Дорджиев принадлежал к канонической школе джангарчи Ээляна Овла, которая характеризовалась отсутствием личной импровизации в сюжете калмыцкого эпоса. Кроме песен «Джангара» Муушка Дорджиев исполнял калмыцкие сказки.
Весь цикл песен «Джангара» Муушка Дорджиев усвоил от джангарчи Хара-Кююкена Шовандыкова, который был учеником Ээляна Овла. Муушка Дорджиев знал все варианты десяти песен из репертуара Ээляна Овла и две версии песен «О Шара-Бирмс-Хане» и «О девяти колдунах» из репертуара Мукербюна Басангова.

## Источник
- Сангаджиева Н. Джангарчи. — Элиста: Калмыцкое книжное издательство, 1990. — стр. 27—47. — ISBN 5-7539-0158-1.
- Биткеев Н. Ц. Джангарчи. — Элиста, 2001. — стр. 105—115